# Espe Tiga
Espe Tiga is een bestuurslaag in het regentschap Ogan Komering Ulu van de provincie Zuid-Sumatra, Indonesië. Espe Tiga telt 1191 inwoners (volkstelling 2010).